# Frøslev Sogn (Morsø Kommune)
 For alternative betydninger, se Frøslev Sogn. (Se også artikler, som begynder med Frøslev Sogn)
Frøslev Sogn er et sogn i Morsø Provsti (Aalborg Stift).
I 1800-tallet var Mollerup Sogn anneks til Frøslev Sogn. Begge sogne hørte til Morsø Sønder Herred i Thisted Amt. Frøslev-Mollerup sognekommune blev ved kommunalreformen i 1970 indlemmet i Morsø Kommune.
I Frøslev Sogn ligger Frøslev Kirke.
I sognet findes følgende autoriserede stednavne:
- Andrup (bebyggelse, ejerlav)
- Frøslev (bebyggelse, ejerlav)
- Frøslevvang (bebyggelse)